# Gloria (後藤真希のアルバム)
『Gloria』は、後藤真希の2枚目のミニアルバム。（『SWEET BLACK』を含めると3枚目）

## 概要
- エイベックス移籍後2作目の本人名義での作品である。
- 【CDのみ】【CD+DVD】【ドン.キホーテ限定版】の計3形態でリリースされた。尚、CDの収録内容はすべて一緒。【CD+DVD】【ドン.キホーテ限定版】のDVDの収録内容は異なっている。

## 発売形態
- CD+DVD
  - 品番：AVCD-38203/B
- CD Only
  - 品番：AVCD-38204
- ドン.キホーテ限定版
  - 品番：AVC1-38205/B

## 収録内容
CD
1. 足跡
日本テレビ系「ハッピーMusic」1月度POWER PLAY
日本テレビ「iCon」１月エンディングテーマ
2. 花束
3. 恋一夜
工藤静香(1988年)カバー
4. Fake
5. アゲ♂曲

DVD
1. 「足跡」MUSIC VIDEO
2. 「2010.6.3 後藤真希 PREMIUM LIVE」LIVE VIDEO
  1. Lady Rise
  2. 宝石
  3. EYES

DVD （ドン・キホーテ限定生産盤）
1. 「足跡」MUSIC VIDEO
2. 「2010.8.29 後藤真希＠a-nation'10 powered by ウイダーinゼリー」LIVE VIDEO
  1. 宝石
  2. EYES